# Bombkits

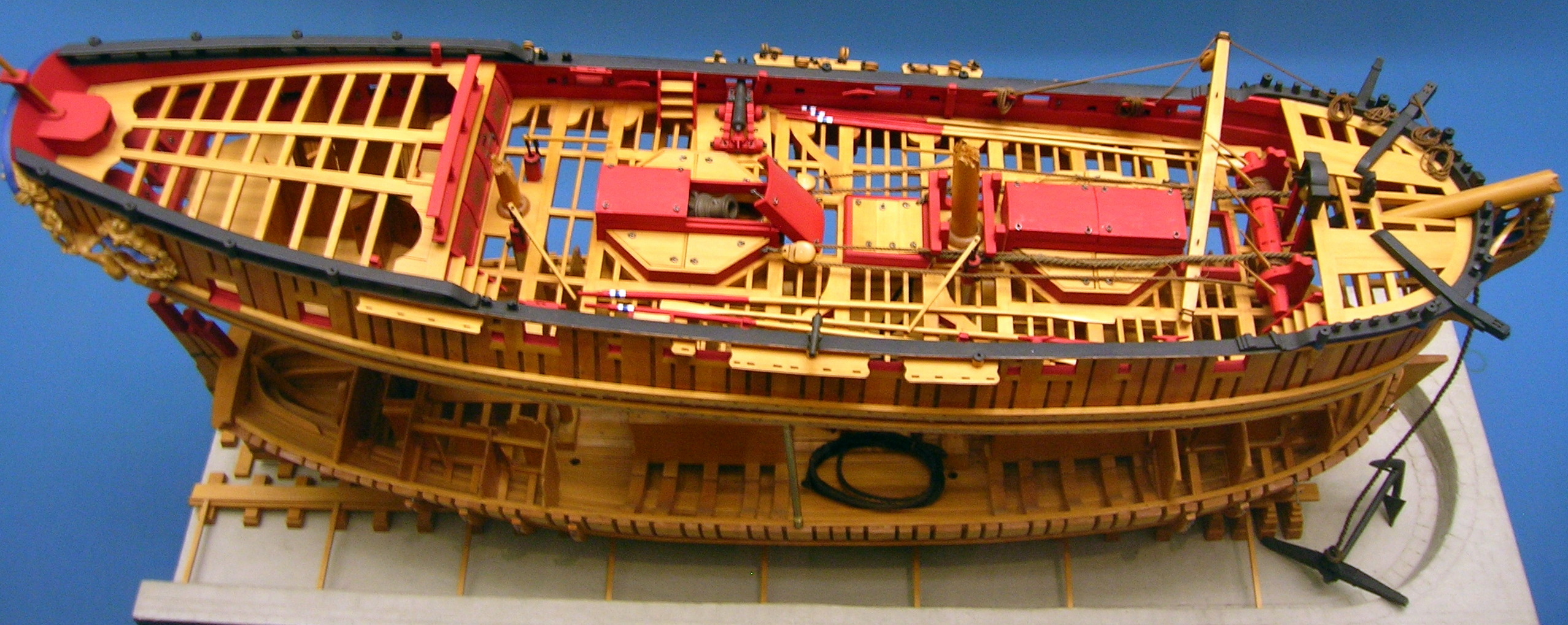
Modell av den brittiska bombkitsen Granado sjösatt 1742 (utan rigg).

Bombkits, även kallad bombketch, mörsarketch eller mörsarfartyg, var ett seglande örlogsfartyg avsett för beskjutning av kustpositioner med mörsare. 

## Konstruktion
Bombkitsarna var ketchriggade vilket lämnade backen fri för hantering av mörsarna. De var kraftigt byggda, med ett förstärkt förskepp för att kunna tåla mörsarrekylerna, och användes därför även till polarexpeditioner. HMS Erebus och Terror var två engelska bombkitsar, som användes bland annat för antarktisexpeditionerna på 1800-talet.

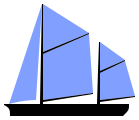
Ketchrigg
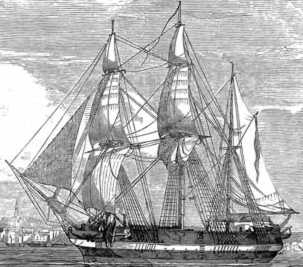
Skroven på Erebus och Terror var en bombkits, men riggen var helt annorlunda.
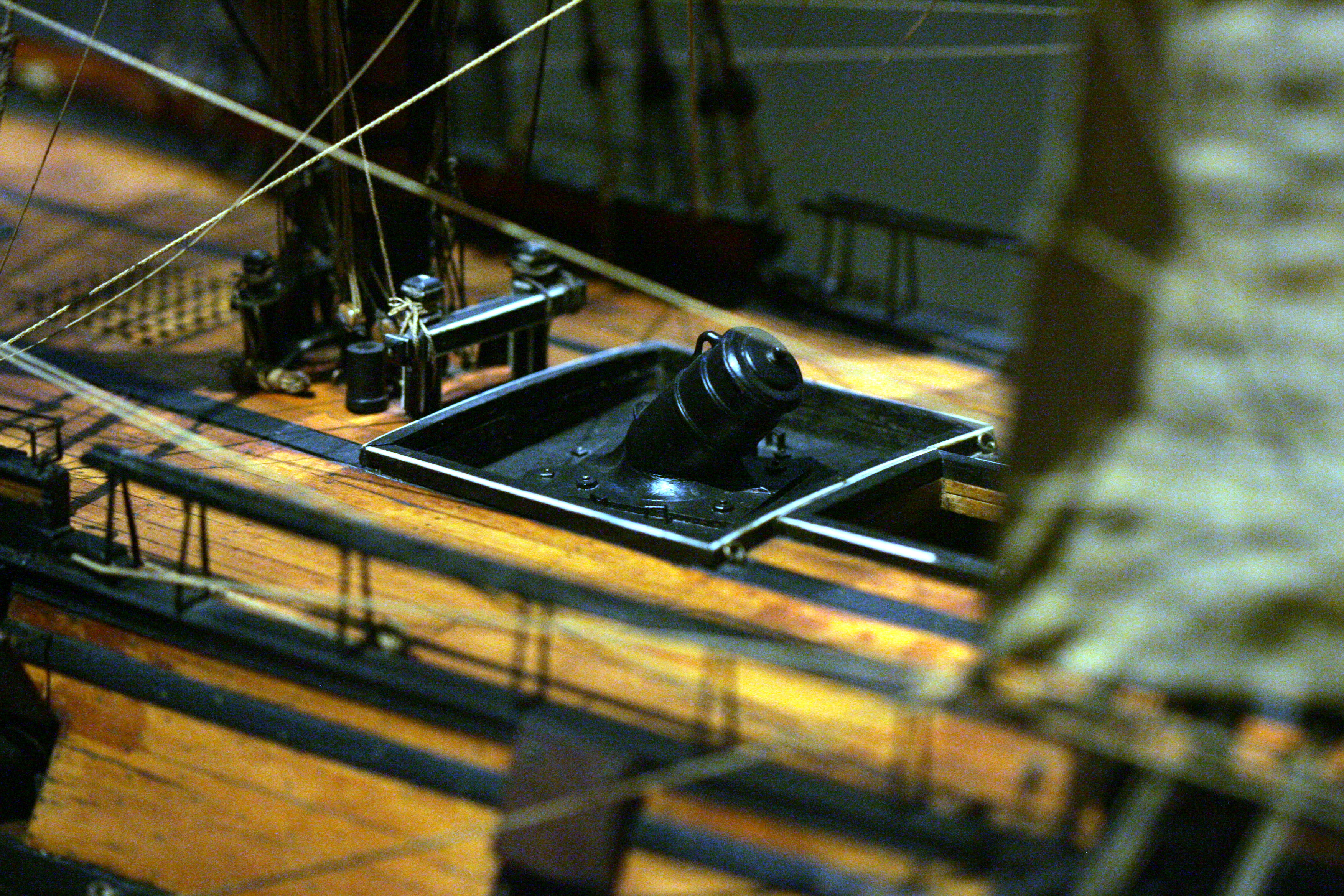
Detalj av en modell av den franska bombkitsen La Foudroyante, sjösatt 1794, som visar en av mörsarnas placering.

## Förteckning över bombkitsar
En ofullständig förteckning över bombkitsar i olika länders flottor.

### Franska flottan
| År   | Namn           | Varvsort  | Tonnage | Mörsare | Kanoner | Besättning | Anmärkning |
| ---- | -------------- | --------- | ------- | ------- | ------- | ---------- | ---------- |
| 1682 | La Brûlante    | Le Havre  | 120 tx  | 2x18    | 8x6     | 41         |            |
| 1682 | La Cruelle     | Le Havre  | 120 tx  | 2x18    | 8x6     | 41         |            |
| 1682 | La Menaçante   | Le Havre  | 120 tx  | 2x18    | 8x6l    | 41         |            |
| 1682 | La Bombarde    | Dunkerque | 120 tx  | 2x18    | 8x6l    | 41         |            |
| 1682 | La Foudroyante | Dunkerque | 120 tx  | 2x18l   | 8x6     | 41         |            |
| 1683 | L'Ardente      | Toulon    | 140 tx  | 2x18l   | 6 x 6   | 45         |            |
| 1683 | La Fulminante  | Toulon    | 140 tx  | 2x18l   | 6 x 6   | 45         |            |
| 1684 | La Belliqueuse | Toulon    | 140 tx  | 2x18l   | 6x6l    | 51         |            |
| 1684 | L'Eclatante    | Toulon    | 140 tx  | 2x18l   | 6x6l    | 51         |            |
| 1684 | La Terrible    | Toulon    | 140 tx  | 2x18l   | 6x6l    | 51         |            |
| 1696 | La Proserpine  | Toulon    | 140 tx  | 2x18l   | 12x6    |            |            |
| 1696 | La Vulcain     | Toulon    | 140 tx  | 2x18    | 12x6    |            |            |
| 1752 | La Salamandre  |           |         |         |         |            |            |

### Brittiska flottan
| År   | Namn           | Varvsort    | Tonnage  | Mörsare | Kanoner | Besättning | Anmärkning                            |
| ---- | -------------- | ----------- | -------- | ------- | ------- | ---------- | ------------------------------------- |
| 1687 | Salamander     | Chatham     | 134 tons | 2x12"¼  | 10      | 35         |                                       |
| 1688 | Firedake       | Deptford    |          | 2x12"¼  |         |            | Tagen av franska flottan 1689         |
| 1688 | Portsmouth     |             |          |         |         |            | Fartyg konverterat till bombkits      |
| 1693 | Firedrake      | Deptford    |          |         |         |            |                                       |
| 1693 | Serpent        | Chatham     |          |         |         |            |                                       |
| 1693 | Mortar         | Chatham     |          |         |         |            |                                       |
| 1693 | Granado        | Rotherhithe |          |         |         |            |                                       |
| 1689 | (8 bombkitser) |             |          |         |         |            | Fartyg konverterat till bombkits      |
| 1695 | Basilisk       | Tamise      |          |         |         |            |                                       |
| 1695 | Blast          | Tamise      |          |         |         |            |                                       |
| 1695 | Carcass        | Tamise      |          |         |         |            |                                       |
| 1695 | Comet          | Tamise      |          |         |         |            |                                       |
| 1695 | Dreadful       | Tamise      |          |         |         |            |                                       |
| 1695 | Furnace        | Tamise      |          |         |         |            |                                       |
| 1695 | Thunder        | Tamise      |          |         |         |            |                                       |
| 1695 | Serpent        | Chatham     |          |         |         |            |                                       |
| 1695 | Granado        | Tamise      |          |         |         |            |                                       |
| 1696 | Terror         | Limehouse   |          |         |         |            |                                       |
| 1730 | Thunder        |             |          | 1 x ??  | 6x9pdr  |            | Spansk pris konverterad till bombkits |
| 1730 | Terrible       | Deptford    | 262 tons | 2x13"   | 8x6pdr  |            |                                       |
| 1730 | Salamander     | Woolwich    |          | 2x13"   | 8x6pdr  |            |                                       |
| 1742 | Granado        | Ipswich     | 268 tons |         |         |            |                                       |

### Svenska flottan
| År   | Namn       | Flotta          | Tonnage | Mörsare | Kanoner | Besättning | Anmärkning |
| ---- | ---------- | --------------- | ------- | ------- | ------- | ---------- | ---------- |
| 1698 | Åskedunder | Svenska flottan |         |         |         |            |            |
| 1754 | Ætna       | Svenska flottan |         |         |         |            |            |

### Övriga flottor
| År      | Namn          | Flotta          | Tonnage | Mörsare | Kanoner | Besättning | Anmärkning          |
| ------- | ------------- | --------------- | ------- | ------- | ------- | ---------- | ------------------- |
| 1806    | Vesuvius      | USA:s flotta    |         |         |         |            |                     |
| (~1780) | La Candelaria | Spaniens flotta |         | 2 x ??  |         |            | 2 mörsare på backen |